# Storöstasiatiska sfären för gemensamt välstånd

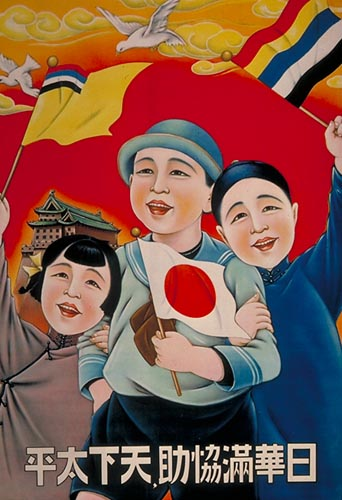
En propagandaaffish för den storöstasiatiska sfären för gemensamt välstånd från den japanska marionettstaten Manchukuo, 1935. Texten lyder: "Med hjälp av Japan, Kina och Manchukuo, kan världen få fred". Flaggorna är från vänster till höger Manchukuos flagga, Japans flagga, och Kinas flagga.

Den storöstasiatiska sfären för gemensamt välstånd (大東亞共榮圏 Dai-tō-a Kyōeiken), ett imperialistiskt propagandakoncept skapat och använt av myndigheterna i det av Japan ockuperade områdena under andra världskriget. Det förespråkade kulturell och ekonomisk enighet mellan Sydostasien, Östasien och Söderhavet och skapandet av "ett block av asiatiska nationer ledda av Japan och fri från västerländska makter". Det framfördes som officiell politik av Japans utrikesminister Hachirō Arita i en radiosändning med titeln "Den internationella situationen och Japans position" den 29 juni 1940. 
I ett hemlighetsstämplat regeringsdokument från 1943, "Yamato minzoku o chūkaku to suru sekai seisaku no kentō" (ungefärlig svensk översättning: "Undersökning om internationell policy med Yamatofolket som centrum"), förklarades inofficiellt att andra nationers underkastelse var avsiktlig policy snarare än något tillfälligt som orsakats av krigsförhållanden (som var Japans officiella förklaring på Japans ockupation av Asien), att den japanska rasen var överordnad övriga asiatiska raser, och att konceptet var hierarkiskt och innefattade Japans imperialistiska ambition att dominera den asiatiska kontinenten och Stilla havet.   